# Florentino López
Florentino López (* 24. August 1934 in Navalmoral de la Mata, Cáceres) ist ein ehemaliger spanischer Fußballspieler auf der Position des Torwarts.

## Leben
Bedingt durch den in Spanien ausgebrochenen Bürgerkrieg verließen seine Eltern zusammen mit Florentino und seinen beiden älteren Brüdern 1939 ihre Heimat und ließen sich in Mexiko nieder. Zunächst lebte die Familie in Mexiko-Stadt und verzog später in die Comarca Lagunera im Norden des Landes. Dort gründete Florentino zusammen mit anderen spanischen Jugendlichen eine Fußballmannschaft namens Deportivo España, die an der seinerzeit höchsten regionalen Spielklasse des Bundesstaates Coahuila teilnahm und ihre Heimspiele vor durchschnittlich dreitausend Zuschauern im Estadio San Isidro von Torreón austrug. Bei einem landesweiten Turnier von Auswahlmannschaften diverser Bundesstaaten wurde Florentino López in die Selección de la Laguna berufen, die den Bundesstaat Coahuila vertrat.
1952 bestritt die Auswahlmannschaft ein Testspiel gegen den León FC, der im selben Jahr die mexikanische Meisterschaft gewann. Dessen Trainer Antonio López Herranz war von den Leistungen von Florentino López derart begeistert, dass er ihn zu einem Probetraining einlud und anschließend verpflichtete. Da López allerdings keine Chance hatte, den bei León unter Vertrag stehenden Nationaltorwart Antonio Carbajal zu verdrängen, wurde er an den CD Irapuato ausgeliehen, um Spielpraxis in der zweiten Liga zu sammeln. Am Ende der Saison 1953/54 gelang den Freseros der Aufstieg in die erste Liga, in der López allerdings nur vier Spiele das Tor hütete, weil sein Vater ihn lieber in seinem Heimatland spielen sehen wollte. Er absolvierte ein Probetraining bei Real Madrid, die aber nicht bereit waren, die vom León FC geforderte Ablösesumme zu zahlen.
Schließlich nahm der FC Valencia López unter Vertrag und ließ ihn zunächst auf Leihbasis beim Nachbarn CD Mestalla spielen. Nach Ableistung seines Grundwehrdienstes holte Valencia den Keeper in den Kader der ersten Mannschaft, wo er zu zwei Einsätzen in der Primera División kam. Bei seinem Debüt am 15. September 1957 bei UD Las Palmas kassierte er gleich fünf Gegentreffer, von denen einige vermeidbar schienen. Zu seinem zweiten und letzten Einsatz in einem Punktspiel für den FC Valencia kam er am 17. November 1957 bei der 2:3-Niederlage gegen Celta Vigo.
1959 wurde er dann doch noch von den Königlichen verpflichtet, aber nicht in den Kader der ersten Mannschaft aufgenommen, sondern in dessen Reserveteam Plus Ultra.
1960 erwarb der mexikanische Club Deportivo Toluca FC Florentino López, der dort  die kompletten 1960er Jahre verbrachte und 1970 seine aktive Laufbahn beendete. Mit den Diablos Rojos gewann López je zweimal die mexikanische Meisterschaft und den Supercup sowie einmal den  CONCACAF Champions‘ Cup.

## Erfolge
- Mexikanischer Meister: 1967 und 1968
- Mexikanischer Supercup: 1967 und 1968
- CONCACAF Champions‘ Cup: 1968
- Mexikanischer Zweitligameister: 1954